# Medaglia Storica J. B. Tyrrell
La medaglia storica J. B. Tyrrell (inglese: J. B. Tyrrell Historical Medal) è un riconoscimento della Royal Society of Canada (la più antica accademia canadese di scienziati e studiosi), per chi ha svolto i più importanti studi sulla storia del Canada ("for outstanding work in the history of Canada"). La medaglia  viene consegnata ogni due anni in presenza di un candidato degno, e il premio consiste in una medaglia d'argento laminata d'oro.

Nata nel 1927, la medaglia storica è chiamata così in onore di Joseph Burr Tyrrell (1858-1957), esploratore canadese che fu anche presidente della Champlain Society, e che a sua volta ebbe un'importante onorificenza dalla Royal Society, la Canada's Flavelle Gold Medal.

## Insigniti
- 1928 - Thomas Chapais
- 1929 - George Mackinnon Wrong
- 1930 - Adam Shortt
- 1931 - Lawrence J. Burpee
- 1932 - Pierre-Georges Roy
- 1933 - Frederick W. Howay
- 1934 - John Clarence Webster
- 1935 - Ernest Alexander Cruikshank
- 1936 - W. Stewart Wallace
- 1937 - M. Aegidius Fauteux
- 1938 - William Wood
- 1939 - E.-Z. Massicotte
- 1940 - Chester Martin
- 1941 - Arthur S. Morton
- 1942 - D.C. Harvey, FRSC
- 1943 - Gustave Lanctot
- 1944 - Harold Innis
- 1945 - Fred Landon
- 1946 - A. LeRoy Burt
- 1947 - Arthur R.M. Lower
- 1948 - Lionel Groulx
- 1949 - Reginald G. Trotter
- 1950 - John Bartlet Brebner
- 1951 - Donald Grant Creighton
- 1951 - Jean Bruchési
- 1952 - Charles Bruce Sissons
- 1953 - Séraphin Marion
- 1954 - G.P. de T. Glazebrook
- 1955 - Charles Perry Stacey
- 1956 - Olivier Maurault
- 1957 - George F.G. Stanley
- 1958 - William Lewis Morton
- 1959 - Arthur Maheux
- 1960 - Samuel Delbert Clark
- 1961 - Guy Frégault
- 1962 - James Maurice S. Careless
- 1963 - Frank H. Underhill
- 1964 - Marcel Trudel
- 1965 - W. Kaye Lamb
- 1966 - Edgar McInnis
- 1968 - Gerald William L. Nicholson
- 1970 - Fernand Ouellet
- 1972 - Jean Hamelin
- 1975 - George Ramsay Cook
- 1979 - W.J. Eccles
- 1982 - Jean-Pierre Wallot
- 1984 - Carl Berger
- 1986 - John W. Holmes
- 1988 - J. Michael Bliss
- 1990 - Hubert Charbonneau
- 1992 - Jack L. Granatstein
- 1994 - Cornelius J. Jaenen
- 1996 - Yves Roby
- 1998 - Jean-Claude Robert
- 2000 - Joy Parr
- 2002 - David J. Bercuson
- 2004 - Chad Gaffield
- 2006 - Henry Vivian Nelles
- 2010 - Robert Bothwell

- 2012 - Veronica Strong-Boag
- 2014 - Gerald Friesen
- 2016 - Michael Behiels